# (5154) Леонов
(5154) Леонов (лат. Leonov) — типичный астероид главного пояса, открыт 8 октября 1969 года советским астрономом Людмилой Черных в Крымской астрофизической обсерватории и 5 мая 1999 года назван в честь советского и российского актёра Евгения Леонова.

## Обнаружение и именование
(5154) Леонов
Открыт 8 октября 1969 года в Научном Л. И. Черных.
Назван в память о выдающемся советском артисте, актёре Московского театра имени Ленинского комсомола Евгении Павловиче Леонове (1926—1994). Хорошо известен своими многочисленными блестящими и впечатляющими ролями на сцене и экране. Был любимым актёром детей и публики в целом.
Оригинальный текст (англ.)5154 Leonov
Discovered 1969-10-08 by Chernykh, L. I. at Nauchnyj.
Named in memory of Evgenij Pavlovich Leonov (1926—1994), prominent Soviet artist, an actor of the Moscow Lenin Komsomol Theatre.  Well known for his many brilliant and impressive roles on stage and screen, he was a favorite actor of children and the public generally.
Источники: DISCOVERY.DB; M.P.C. 34621.

## Орбита

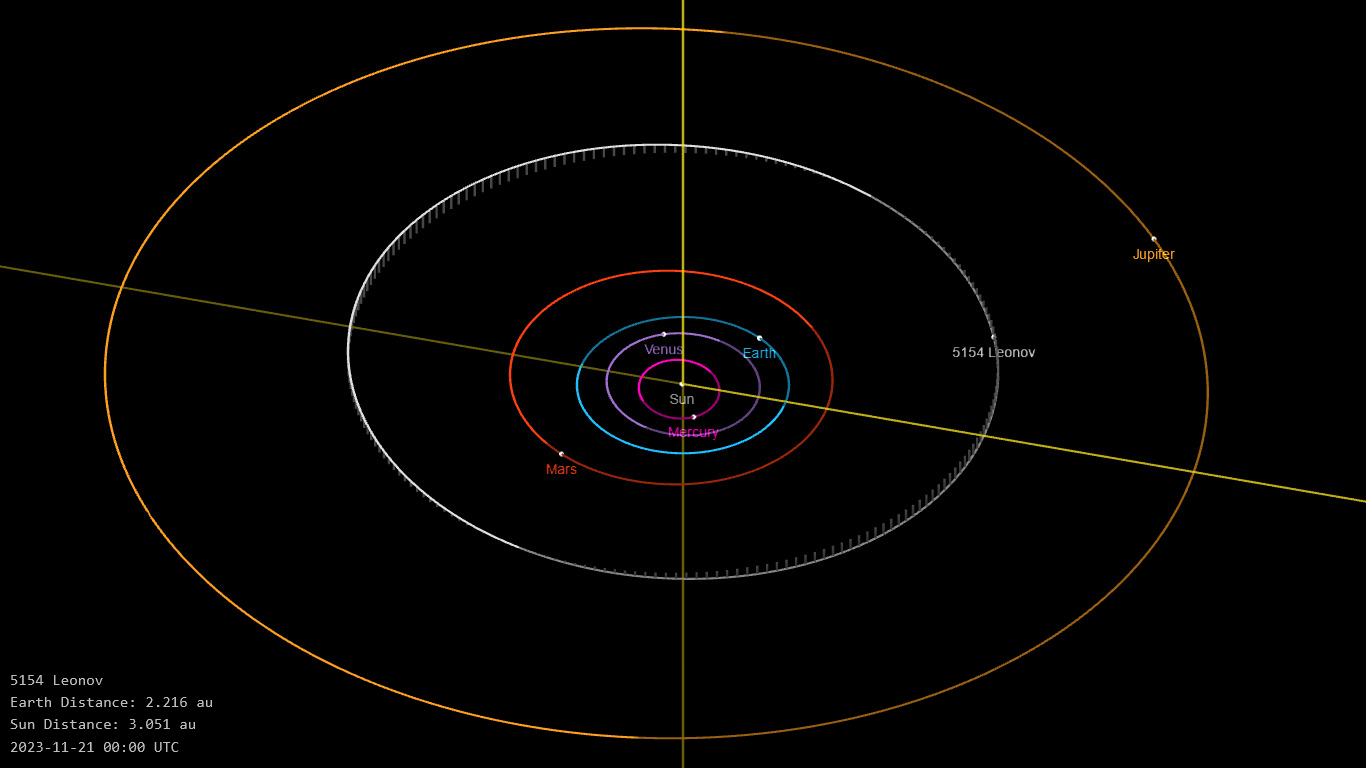
Орбита астероида Леонов и его положение в Солнечной системе

## Физические характеристики
Астероид относится к таксономическому классу C.
По результатам наблюдений в видимом и ближнем инфракрасном диапазоне космического телескопа NEOWISE и наблюдений в инфракрасном диапазоне спутника Akari диаметр астероида оценивался равным 14,424±0,130 км и 14,68±1,09 км. Согласно тем же источникам альбедо оценивается как 0,1119±0,0067, 0,108±0,017 и 0,112±0,007.